# Henri Blanc-Fontaine
Henri Emmanuel Blanc-Fontaine (16. ledna 1819 – 20. prosince 1897) byl francouzský malíř. Během svého života maloval především portréty, krajiny a zátiší.

## Životopis
Narodil se roku 1819 ve městě Grenoble ve Francii. Původně se chtěl stát právníkem, ale nakonec se díky radě Diodora Rahoulta, rozhodl stát malířem. Byl žákem Léona Cognieta, Jeana Acharda a Françoise-Auguste Raviera. V roce 1843 se zapsal na vysokou školu École de Beaux-Arts. O 5 let později byla jeho tvorba vystavena během Salonu. Roku 1853 ho Rahoult seznámil s krajinomalbou, malířským žánrem, který si velmi oblíbil.
V roce 1868 byli společně s Rahoultem pověřeni výzdobou nové knihovny Bibliothèque du Muséum de Grenoble.
Jeden z jeho obrazů s názvem Souvenir de La Grave získal v roce 1855 čestné uznání na výstavě Universelle v Paříži.
Fontaine zemřel roku 1897 ve francouzské obci Sassenage ve věku 78 let.

## Galerie

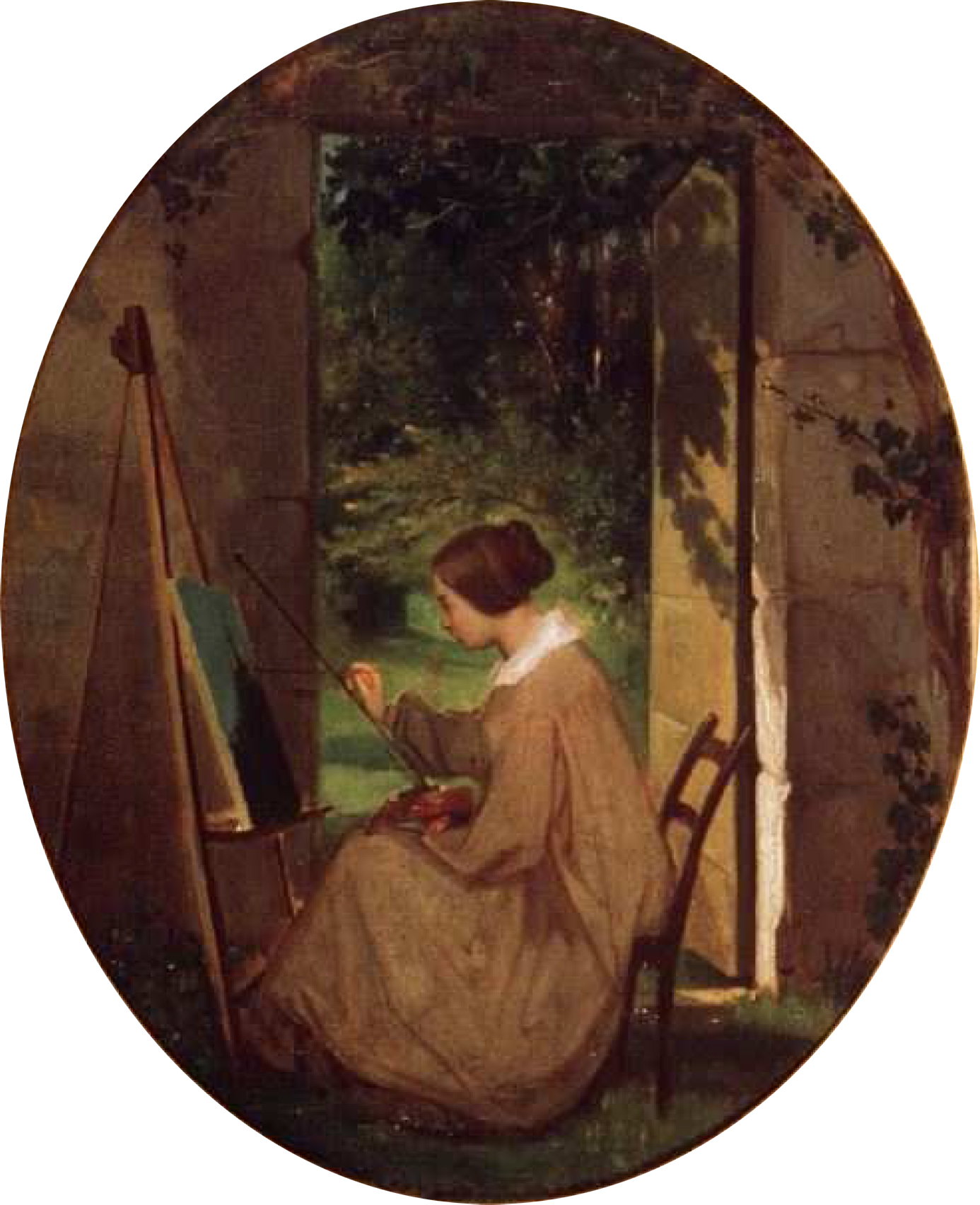
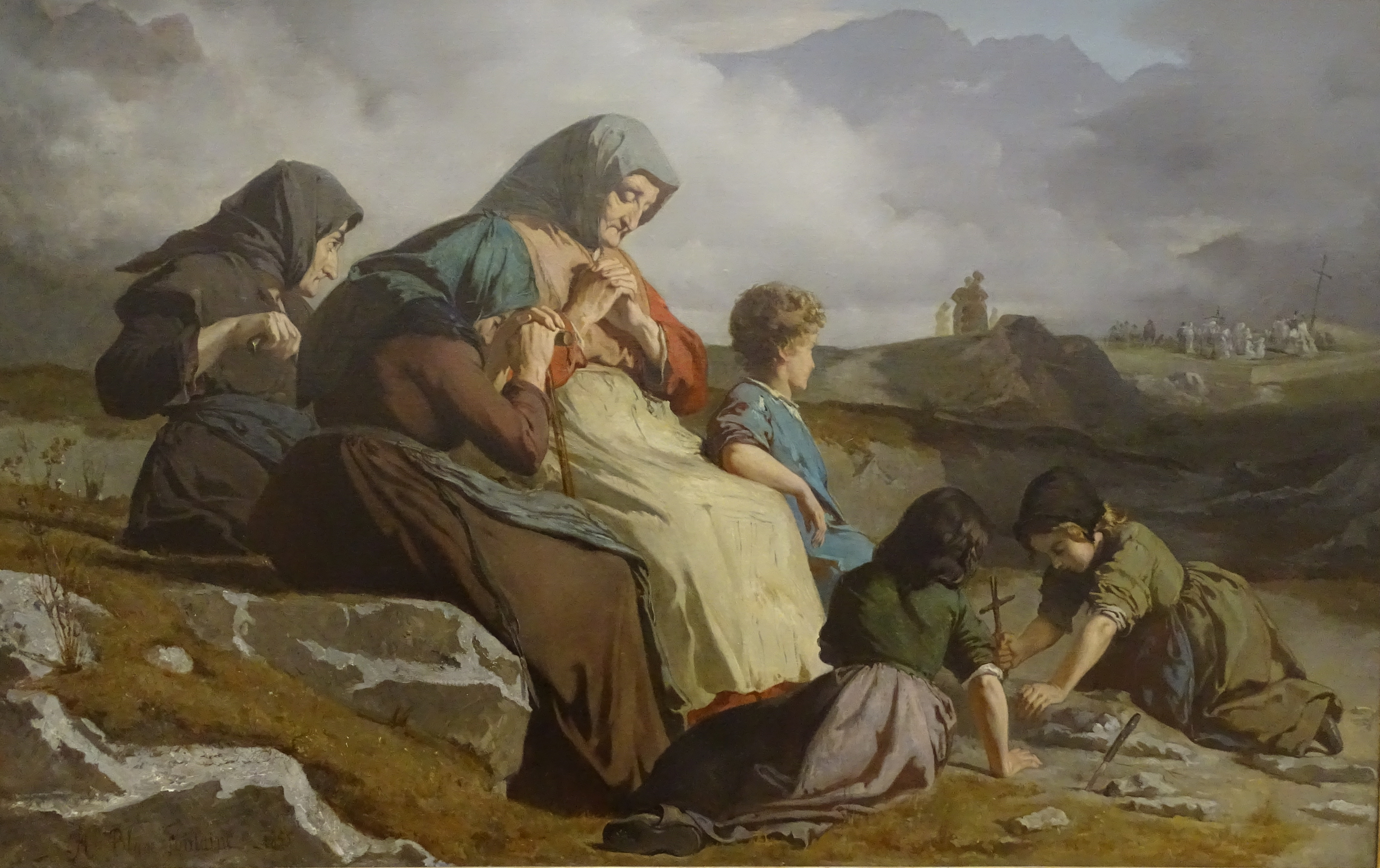
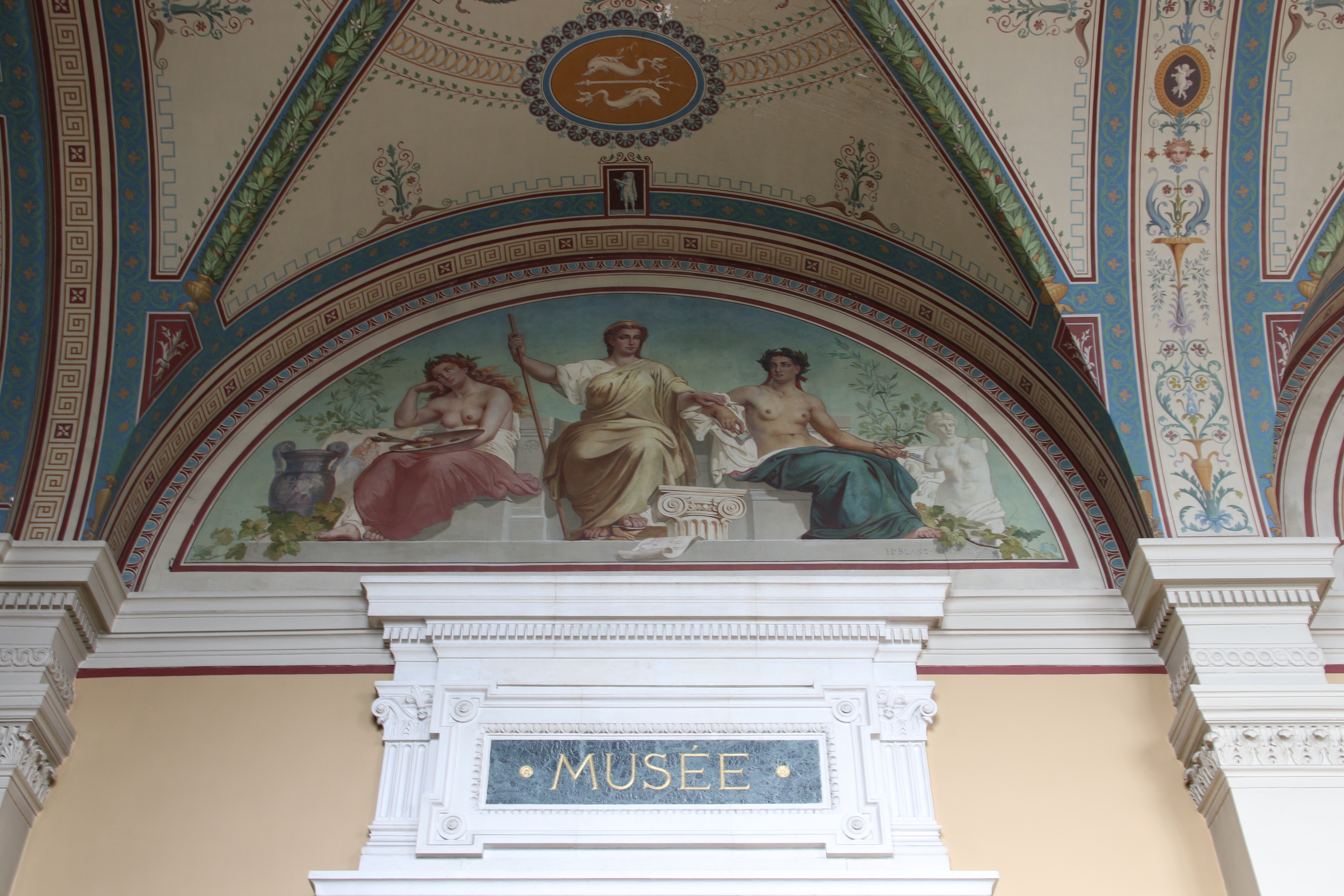